# Saba (Antike)
Saba (sabäisch s1bʾ; griechisch Σάβα; hebräisch שְׁבָא; arabisch سبأ, DMG Saba’) war ein Königreich im heutigen Jemen zwischen 1000 v. Chr. und 400 n. Chr. mit der Hauptstadt Ma'rib. Die Erforschung der Geschichte und Kultur dieses Landes ist noch lückenhaft. Vor allem die zeitliche Einordnung der historischen Ereignisse und der bekannten Könige ist nicht gesichert.
Siehe hierzu:
- Herrscher von Saba und Himyar
- Liste der Herrscher von Saba

## Geschichte

### Frühzeit und Sabas Vorherrschaft
In der Bibel wird der Besuch der Königin von Saba (auch Königin von Sheba) erwähnt, die König Salomo aufsuchte. Die Historizität dieses Besuches ist unklar, insbesondere ob es sich dabei um eine Herrscherin aus dem südarabischen Königreich handelte.
Das Reich von Saba wurde spätestens im 8. Jahrhundert v. Chr. vom Stamm der Sabäer im nordwestlichen Jemen gegründet, teilweise wird auch schon das 10. Jahrhundert v. Chr. angenommen; dafür spricht die Besiedlungskontinuität in Ma'rib und an anderen Orten. Möglicherweise war zunächst Sirwah die Hauptstadt des Reiches, jedoch war Marib spätestens seit Einsetzen der schriftlichen Quellen mit Karib'il I. das wirtschaftliche und kulturelle Zentrum des Reiches. Wirtschaftliche Grundlage des Landes war die Landwirtschaft und der Weihrauchhandel, der von Marib kontrolliert wurde. Zur Bewässerung der Oase von Marib wurden schon früh Dammanlagen errichtet, die Vorgänger des berühmten Staudammes von Ma'rib.

Karib'il Watars Feldzüge gegen Ausan (rot: Gebiet mit konfiszierten Gütern des ausanischen Staates)

Die erste Erwähnung von Saba bildet eine bei Haditha (Irak) gefundene Notiz, welche berichtet, ein Statthalter von Suchu und Mari habe in der Mitte des 8. Jahrhunderts v. Chr. bei Hindanu (bei Al-Būkamāl) eine Karawane aus Saba und Tayma überfallen. Im Jahre 715 v. Chr. leistete ein Itamra von Saba und um 685 v. Chr. ein Karibilu von Saba dem Neuassyrischen Reich Tribut. Die Identifikation der beiden Könige mit Königen aus sabäischen Quellen ist nicht endgültig gesichert, da mehrere Könige dieses Namens belegt sind. Jedoch gilt als wahrscheinlich, dass Itamra mit Yitha'amar Watar I. und Karibilu mit Karib’il Watar I. zu identifizieren ist. Yitha'amar Watar I., der folglich um 715 v. Chr. regierte, eroberte die Gebiete Qatabans südlich von Saba und stärkte Sabas Einfluss im Dschauf durch den Sieg über Kaminahu, Naschq und Naschān. Kurz darauf verlor Saba Qataban an das Königreich Ausan. Jedoch gelang  Karib'il Watar I. (um 685 v. Chr.) in mehreren Feldzügen die Unterwerfung des Nachbarstaats Ausan, dessen Gebiet dem Vasallen Qataban zugeschlagen wurde, sowie durch die Eroberung von Nadschran die Kontrolle des Weihrauchhandels. Neben dem Weihrauchhandel gab es auch einen umfangreichen Seehandel mit der afrikanischen Ostküste. Besonders im heutigen Eritrea und Tigray in Äthiopien wurden Kolonistensiedlungen gegründet, woraus eine Mischkultur entstand, die Grundlage des äthio-sabäischen Königreiches von Da’amot/Di'amat und später, ab dem 1. Jahrhundert n. Chr., des Reiches von Aksum, wurde.
Zum Unterhalt der Bevölkerung von Saba wurde im 6. oder 4. Jahrhundert v. Chr. der berühmte Staudamm von Ma'rib errichtet. Mit diesem Damm konnten große Flächen des Wüstenbodens am Rand des Rub al-Chali urbar gemacht werden, was erheblich zum Aufstieg von Saba beitrug. In der zweiten Hälfte des 6. (Hermann von Wissmann) bzw. 4. (Kenneth A. Kitchen) Jahrhundert v. Chr. unterwarf König Yithi'amar Bayyin II., der auch den Margela-Damm vollendete, Ma'in, Amir und das inzwischen offenbar wieder verlorengegangene Nadschran (siehe hierzu den Artikelabschnitt: Architekturgeschichte Südarabien).

### Verlust der Vorherrschaft
Im 4. Jahrhundert v. Chr. errangen die Vasallen Ma'in, Qataban und Hadramaut sowie vorübergehend das Gebiet Sum'ay ihre Unabhängigkeit, das erste Zeugnis von Ma'ins Unabhängigkeit stammt von etwa 420 v. Chr. Um 390 v. Chr. schlug Qataban Saba. Durch den Verlust von Ma'in, das zwischen Saba und Nadschran lag, verlor Saba vorübergehend die Kontrolle über die Weihrauchstraße. Da Saba mit dem Bab al-Mandab auch den Seeweg durch das Rote Meer nach Indien kontrollierte, versuchte der römische Kaiser Augustus (27 v. Chr. bis 14 n. Chr.) Saba zu unterwerfen. Dazu unternahm der römische Feldherr Aelius Gallus unter Führung des nabatäischen Kanzlers Syllaios mit römischen, judäischen und nabatäischen Truppen 25 v. Chr. einen Feldzug nach Südarabien. Nach einem langen, beschwerlichen und verlustreichen Marsch erreichte das römische Heer, das nach Strabo (Geographie, XVI 4,23-24) von Syllaios absichtlich in die Irre geleitet wurde, die nördliche Grenzstadt Sabas, Nadschran, das nach einer kurzen Schlacht eingenommen wurde, und kurz darauf die ehemals minäische Stadt Yathill (jemenitischer Name: Baraqisch), die Gallus besetzen ließ. Darauf belagerte er gemäß Strabo sechs Tage lang Marib, zog dann aber aufgrund des Wassermangels und von Krankheiten ab und erreichte ohne weitere Schwierigkeiten Anfang 24 v. Chr. das Nabatäerreich. Trotz der militärischen Überlegenheit der Römer war der Feldzug aufgrund der Unkenntnis des Geländes erfolglos. Seinen politischen Höhepunkt erreichte Saba mit der Eroberung von Hadramaut (242), womit wieder die gesamte Weihrauchstraße im Jemen kontrolliert wurde.

### Vorherrschaft Himyars und Ende
Durch die Verlagerung der Handelswege gewannen die Küstengebiete zunehmend an Bedeutung. So konnten die Himyariten, die erstmals zu Anfang des 1. Jahrhunderts n. Chr. in einer hadramitischen Inschrift und bei Plinius dem Älteren erwähnt wurden, im südlichen Bergland des Jemen seit 100 zunehmend an Einfluss gewinnen, da sie besser die Häfen und damit den Seehandel kontrollieren konnten. Nach Kenneth A. Kitchen waren Saba und Himyar von etwa 0–140 n. Chr. unter einer Personalunion vereint. Etwa gleichzeitig zerfiel Saba in mehrere Sippen oder Dynastien, die um die Vorherrschaft stritten: die traditionelle Dynastie von Marib, die Hamdaniden um Na'it, die Marthad in Schibam und die Gurat aus Dschebel Kamin. Um 200 n. Chr. rissen die Hamdaniden die Macht an sich, jedoch blieb das alte Zentrum Marib auch weiterhin das religiöse Zentrum Sabas. ’Alhan Nahfan (um 200 n. Chr.) verbündete sich zunächst mit den Abessiniern, sein Sohn Sha'ir Awtar dagegen bekämpfte Aksum wieder, schlug 217/18 bei Schawa'ran den Hadramaut und warf einen Aufstand der zentralarabischen Kinda (280 km nordöstlich von Nadschran) nieder. In der sabäisch-himyarischen Schlacht von Hurmat 248/49 scheint keine Partei einen eindeutigen Sieg davongetragen zu haben, um 260 schließlich wurde Saba von Himyar endgültig unterworfen. Zwar betrachteten sich die Himyariten als Nachfolger der Sabäer, doch konnte der Niedergang des Hinterlandes nicht mehr aufgehalten werden. Zunehmend zerfielen die Bewässerungsanlagen, was zur Abwanderung der Bevölkerung führte. Nach mehreren Dammbrüchen wurde Marib 572 endgültig aufgegeben.
Mit oströmischer Unterstützung eroberten die Aksumiten unter ihrem Negus Ella Asbeha 525 Südarabien, nachdem es um 517 an den jüdischen König Yusuf Asʾar Yathʾar gefallen war. Jemen wurde kurzzeitig ein aksumitischer Vasallenstaat, um 575 gelangte es in die Abhängigkeit des neupersischen Sassanidenreichs, bis es 597/598 eine persische Provinz wurde.